# The Sea Waves
El The Seawaves, es una edificación de la Ciudad de Panamá, culminada en el 2010. Es de uso residencial.

## Datos clave
- Altura: 160 m.
- Espacio total - --- m².
- Condición: Construido
- Rango: 	
  - En Panamá: 2010: 16.º lugar